# Gallinaro
Gallinaro é uma comuna italiana da região do Lácio, província de Frosinone, com cerca de 1.217 habitantes. Estende-se por uma área de 17 km², tendo uma densidade populacional de 72 hab/km². Faz fronteira com Alvito, Atina, Picinisco, San Donato Val di Comino, Settefrati.

## Demografia
| Variação demográfica do município entre 1861 e 2011                               |
|                                                                                   |
| Fonte: Istituto Nazionale di Statistica (ISTAT) - Elaboração gráfica da Wikipedia |